# Films américains sortis en 2012
Listes de films américains
- 2008
- 2009
- 2010
- 2011
- 2012
- 2013
- 2014
- 2015
- 2016

Liste (non exhaustive) de films américains sortis en 2012.
- Haut – A
- B
- C
- D
- E
- F
- G
- H
- I
- J
- K
- L
- M
- N
- O
- P
- Q
- R
- S
- T
- U
- V
- W
- X
- Y
- Z

| Titre                                         | Réalisateur                                                                       | Distribution (Sujet du documentaire) | Genre                                      | Notes | Date de sortie |
| --------------------------------------------- | --------------------------------------------------------------------------------- | --- | ------------------------------------------ | --- | -------------- |
| 21 Jump Street                                | Phil Lord et Chris Miller                                                         | Jonah Hill, Channing Tatum, Brie Larson, Ice Cube, Ellie Kemper, Dave Franco, Rob Riggle, Johnny Depp | Comédie, action                            | Columbia Pictures, MGM Pictures D'après la série TV éponyme | 16 mars        |
| 3,2,1... Frankie Go Boom                      | Jordan Roberts                                                                    | Charlie Hunnam, Chris O'Dowd, Lizzy Caplan, Nora Dunn, Whitney Cummings, Ron Perlman et Chris Noth | Comédie                                    | Variance Films | 12 octobre     |
| 40 Point Plan                                 | EW                                                                                | Dave Nemeth, Tisha Rivera, Joe Comino, Nathan Kotzur, Christianne Christiensen | Solution-mentary                           | 40 Point Productions | 27 juillet     |
| Abraham Lincoln: Vampire Hunter               | Timur Bekmambetov                                                                 | Benjamin Walker, Dominic Cooper, Anthony Mackie, Mary Elizabeth Winstead, Rufus Sewell, Marton Csokas | Horreur, thriller super naturel            | 20th Century Fox D'après le roman homonyme de Seth Grahame-Smith | 22 juin        |
| Act of Valor                                  | Scott Waugh, Mike McCoy                                                           | Active Duty U.S. Navy SEALs, Roselyn Sánchez, Jason Cottle, Alex Veadov, Nestor Serrano, Emilio Rivera | Film d'action                              | Relativity Media | 24 février     |
| Alex Cross                                    | Rob Cohen                                                                         | Tyler Perry, Matthew Fox, Rachel Nichols, Jean Reno, Giancarlo Esposito, Edward Burns, John C. McGinley, Cicely Tyson, Chad Lindberg, Carmen Ejogo, Stephanie Jacobsen, Yara Shahidi | Thriller policier                          | Summit Entertainment D'après Cross de James Patterson | 19 octobre     |
| Allegiance                                    | Michael Connors                                                                   | Bow Wow | Guerre, drame                              | Produit par Sandra Bullock | 8 juin         |
| The Amazing Spider-Man                        | Marc Webb                                                                         | Andrew Garfield, Emma Stone, Rhys Ifans, Denis Leary, Campbell Scott, Irrfan Khan, avec Martin Sheen et Sally Field, Chris Zylka | Superhero                                  | Columbia Pictures, Marvel Entertainment, Relativity Media D'après la bande dessinée éponyme de Stan Lee et Steve Ditko                                                                                       | 3 juillet      |
| American Reunion                              | Jon Hurwitz et Hayden Schlossberg                                                 | Jason Biggs, Alyson Hannigan, Thomas Ian Nicholas, Chris Klein, Seann William Scott, Eddie Kaye Thomas, Tara Reid, Shannon Elizabeth, Natasha Lyonne, Mena Suvari, Chris Owen, Eugene Levy, Jennifer Coolidge, John Cho, Katrina Bowden, Jay Harrington | Comédie                                    | Universal Pictures Précédé de American Pie : Marions-les ! (2003) | 6 avril        |
| The Apparition                                | Todd Lincoln                                                                      | Ashley Greene, Sebastian Stan, Tom Felton, Julianna Guill, Luke Pasqualino, Suzanne Ford | Thriller super naturel                     | Warner Bros. Pictures Dark Castle Entertainment | 24 août        |
| Arbitrage                                     | Nicholas Jarecki                                                                  | Richard Gere, Susan Sarandon, Tim Roth, Brit Marling, Laetitia Casta, Nate Parker | Drame                                      | Lionsgate | 14 septembre   |
| Argo                                          | Ben Affleck                                                                       | Ben Affleck, Bryan Cranston, Alan Arkin, John Goodman, Kyle Chandler, Victor Garber, Tate Donovan, Clea DuVall, Michael Parks, Tom Lenk, Christopher Stanley (en), Taylor Schilling, Ashley Wood, Chris Messina, Richard Kind, Titus Welliver, Rory Cochrane, Devansh Mehta, Omid Abtahi, Scoot McNairy, Kerry Bishé, Christopher Denham, Bob Gunton, Philip Baker Hall, Adrienne Barbeau, Fouad Hajji | Thriller                                   | Warner Bros. Pictures D'après The Master of Disguise de Antonio J. Mendez et The Great Escape de Joshuah Bearman                                                                                             | 12 octobre     |
| Atlas Shrugged: Part II                       | John Putch                                                                        | Samantha Mathis, Jason Beghe, Esai Morales, Patrick Fabian, Kim Rhodes, Richard T. Jones, D. B. Sweeney, Paul McCrane, John Rubinstein, Robert Picardo, Ray Wise, Diedrich Bader, Bug Hall, Arye Gross, Rex Linn, Larisa Oleynik, Thomas F. Wilson, Raymond Teller, Sean Hannity, Juan Williams, Bob Beckel, Tamara Holder | Drame, mystère                             | Atlas Distribution Company, Either Or Productions D'après le roman homonyme d'Ayn Rand Précédé de Atlas Shrugged: Part I (2011)                                                                              | 12 octobre     |
| The Avengers                                  | Joss Whedon                                                                       | Robert Downey, Jr., Chris Evans, Mark Ruffalo, Chris Hemsworth, Scarlett Johansson, Jeremy Renner, Tom Hiddleston, Clark Gregg, Cobie Smulders, avec Stellan Skarsgård et Samuel L. Jackson | Superhero                                  | Walt Disney Pictures, Marvel Studios D'après le comics éponyme de Stan Lee et Jack Kirby | 4 mai          |
| Bachelorette                                  | Leslye Headland                                                                   | Kirsten Dunst, Isla Fisher, Lizzy Caplan, James Marsden, Kyle Bornheimer, Rebel Wilson et Adam Scott | Comédie                                    | RADius-TWC, Gary Sanchez Productions | 7 septembre    |
| Bad Ass                                       | Craig Moss                                                                        | Danny Trejo, Charles S. Dutton, Ron Perlman, Shalim Ortiz, Jillian Murray, Winter Ave Zoli, Richard Riehle | Film d'action                              | Samuel Goldwyn Films (en), 20th Century Fox | 13 avril       |
| The Battery                                   | Jeremy Gardner                                                                    | Jeremy Gardner, Adam Cronheim | Film de zombies                            | | 13 octobre     |
| Battlefield America                           | Chris Stokes                                                                      | Marques Houston, Mekia Cox, Lynn Whitfield, Christopher Michael Jones, JoJo Wright, introducing Tristen Carter, Valarie Pettiford, Gary Anthony Sturgis, Kida Burns, Zach Balandres, Carmen Bicondova, Edward Mandell, Kyle Brooks | Danse, drame                               | Brian & Barrett Pictures, Cinedigm | 1er juin       |
| Battleship                                    | Peter Berg                                                                        | Taylor Kitsch, Liam Neeson, Alexander Skarsgård, Rihanna, Brooklyn Decker, Tadanobu Asano, Hamish Linklater, Jesse Plemons, John Tui, Gregory D. Gadson, Adam Godley, Peter MacNicol | Film d'action, science-fiction             | Universal Pictures, Bluegrass Films, Hasbro Studios D'après le jeu de plateau éponyme de Hasbro | 18 mai         |
| BearCity 2: The Proposal                      | Doug Langway                                                                      | Gerald McCullouch, Joe Conti, Stephen Guarino, Kathy Najimy | Comédie dramatique                         | Précédé de BearCity (2010) | 28 septembre   |
| Les Bêtes du sud sauvage                      | Benh Zeitlin                                                                      | Quvenzhané Wallis, Dwight Henry, Jonshel Alexander, Marilyn Barbarin, Kaliana Brower, Nicholas Clark, Henry D. Coleman, Levy Easterly, Philip B. Lawrence | Drame, fantasy                             | Fox Searchlight Pictures, Journeyman Pictures, Cinereach, Court 13 Pictures | 27 juin        |
| Beauty and the Beast 3D                       | Gary Trousdale, Kirk Wise                                                         | Paige O'Hara, Robby Benson, Richard White, Jerry Orbach, David Ogden Stiers, Angela Lansbury, Bradley Pierce, Rex Everhart, Jesse Corti, Hal Smith, Jo Anne Worley | Familial, animation, fantasy               | Walt Disney Pictures, Walt Disney Animation Studios | 13 janvier     |
| Being Flynn                                   | Paul Weitz                                                                        | Robert De Niro, Paul Dano, Olivia Thirlby, Lili Taylor et Julianne Moore | Comédie dramatique                         | Focus Features D'après les mémoires Another Bullshit Night in Suck City de Nick Flynn | 2 mars         |
| Bending the Rules                             | Artie Mandelberg                                                                  | Adam "Edge" Copeland, Jamie Kennedy, Jennifer Esposito, Alicia Witt, Kevin Weisman, avec Philip Baker Hall et Jessica Walter | Buddy cop, Comédie                         | WWE Studios | 9 mars         |
| Bernie                                        | Richard Linklater                                                                 | Jack Black, Shirley MacLaine, Matthew McConaughey | Humour noir                                | Millennium Entertainment, Castle Rock Entertainment D'après l'article du magazine Texas Monthly (1978) Midnight in the Garden of East Texas de Skip Hollandsworth                                            | 27 avril       |
| Miracle en Alaska                             | Ken Kwapis                                                                        | Drew Barrymore, John Krasinski, Kristen Bell, Dermot Mulroney, Tim Blake Nelson, Vinessa Shaw et Ted Danson, Stephen Root, Rob Riggle, Michael Gaston, Megan Angela Smith | Familial, film d'amour                     | Universal Pictures D'après Freeing the Whales de Tom Rose | 3 février      |
| The Bourne Legacy                             | Tony Gilroy                                                                       | Jeremy Renner, Rachel Weisz, Edward Norton, Joan Allen, Albert Finney, Scott Glenn, Stacy Keach, Oscar Isaac, David Strathairn | Film d'action, espionnage                  | Universal Pictures Précédé de The Bourne Ultimatum (2007) | 3 août         |
| Branded                                       | Jamie Bradshaw et Aleksandr Dulerayn                                              | Ed Stoppard, Leelee Sobieski, Jeffrey Tambor, Ingeborga Dapkūnaitė et Max von Sydow | Science-fiction                            | Roadside Attractions | 7 septembre    |
| Brave                                         | Mark Andrews, Brenda Chapman, Steve Purcell (codirecteur)                         | Kelly Macdonald, Julie Walters, Billy Connolly, Emma Thompson, Kevin McKidd, Craig Ferguson, Robbie Coltrane | Aventure, dessin animé, fantasy            | Walt Disney Pictures, Pixar | 22 juin        |
| The Twilight Saga: Breaking Dawn - Part 2     | Bill Condon                                                                       | Kristen Stewart, Robert Pattinson, Taylor Lautner, Nikki Reed, Peter Facinelli, Elizabeth Reaser, Ashley Greene, Kellan Lutz, Jackson Rathbone, Julia Jones, Booboo Stewart, Billy Burke, Sarah Clarke, MyAnna Buring, Maggie Grace, Casey LaBow, Michael Sheen, Jamie Campbell Bower, Christopher Heyerdahl, Chaske Spencer, Christian Camargo, Mía Maestro, Mackenzie Foy, Dakota Fanning, Cameron Bright, Charlie Bewley, Daniel Cudmore, Noel Fisher, Guri Weinberg, Lee Pace, Joe Anderson, Judith Shekoni, Tracey Huggins, J. D. Pardo, Rami Malek | Romantic fantasy                           | Lionsgate, Summit Entertainment D'après Breaking Dawn de Stephenie Meyer Précédé de The Twilight Saga: Breaking Dawn - Part 1 (2011)                                                                         | 16 novembre    |
| Bully                                         | Lee Hirsch                                                                        | Bullying in écoles américaines. | Documentaire                               | The Weinstein Company | 30 mars        |
| Butter                                        | Jim Field Smith                                                                   | Jennifer Garner, Ty Burrell, Olivia Wilde, Rob Corddry, Ashley Greene, Alicia Silverstone, avec Yara Shahidi et Hugh Jackman | Comédie                                    | RADius-TWC | 5 octobre      |
| The Cabin in the Woods                        | Drew Goddard                                                                      | Kristen Connolly, Chris Hemsworth, Anna Hutchison, Fran Kranz, Jesse Williams, Richard Jenkins, Bradley Whitford, Brian J. White, Amy Acker, Tom Lenk | Thriller horrifique                        | Lionsgate | 13 avril       |
| Call Me Kuchu                                 | Malika Zouhall-Worrall et Katherine Fairfax Wright                                | Exploring the struggles of the LGBT community in Uganda, focusing in part on the 2011 murder of LGBT activist David Kato. | Documentaire                               | | 2 novembre     |
| The Campaign                                  | Jay Roach                                                                         | Will Ferrell, Zach Galifianakis, Jason Sudeikis, Katherine LaNasa, Dylan McDermott, John Lithgow, Dan Aykroyd, Brian Cox | Comédie                                    | Warner Bros. Pictures | 10 août        |
| Casa de Mi Padre                              | Matt Piedmont                                                                     | Will Ferrell, Gael García Bernal, Diego Luna, introducing Génesis Rodríguez, avec Pedro Armendáriz et Nick Offerman, Efren Ramirez, Adrian Martinez, Héctor Jiménez | Comédie                                    | Pantelion Films, Gary Sanchez Productions, NALA Films | 16 mars        |
| Celeste and Jesse Forever                     | Lee Toland Krieger                                                                | Rashida Jones, Andy Samberg, Chris Messina, Ari Graynor, Eric Christian Olsen, Will McCormack, avec Elijah Wood et Emma Roberts, Rich Sommer, Rafi Gavron, Matthew Del Negro | Comédie romantique                         | Sony Pictures Classics | 3 août         |
| Chasing Mavericks                             | Curtis Hanson et Michael Apted                                                    | Gerard Butler, Jonny Weston, Elisabeth Shue, Abigail Spencer, Leven Rambin, Taylor Handley, Scott Eastwood, Greg Long, Peter Mel, Zach Wormhoudt | Biographie, drame                          | Fox 2000 Pictures, Walden Media | 26 octobre     |
| Chernobyl Diaries                             | Bradley Parker                                                                    | Jesse McCartney, Jonathan Sadowski, Devin Kelley, Olivia Taylor Dudley, Nathan Phillips, Ingrid Bolsø Berdal, Dimitri Diatchenko (en) | Horreur                                    | Warner Bros., Alcon Entertainment D'après The Diary of Lawson Oxford de Oren Peli | 25 mai         |
| Chimpanzee                                    | Alastair Fothergill et Mark Linfield                                              | Un jeune chimpanzé nommé Oscar se retrouve seul dans les forêts africaines jusqu'à ce qu'il soit adopté par un autre chimpanzé. Raconté par Tim Allen. | Documentaire animalier                     | Disneynature | 20 avril       |
| Chronicle                                     | Josh Trank                                                                        | Dane DeHaan, Michael B. Jordan, Alex Russell, Michael Kelly, Ashley Hinshaw, Anna Wood, Joe Vaz | Science-fiction                            | 20th Century Fox, Davis Entertainment | 3 février      |
| Cloud Atlas                                   | Andy et Lana Wachowski et Tom Tykwer                                              | Tom Hanks, Halle Berry, Jim Broadbent, Hugo Weaving, Jim Sturgess, Doona Bae, Ben Whishaw, James D'Arcy, Zhou Xun, Keith David, David Gyasi, avec Susan Sarandon et Hugh Grant | Aventure, drame, épic                      | Warner Bros. Pictures D'après le roman éponyme de David Mitchell | 26 octobre     |
| The Cold Light of Day                         | Mabrouk El Mechri                                                                 | Henry Cavill, Sigourney Weaver et Bruce Willis, Verónica Echegui, Roschdy Zem, Oscar Jaenada, Joseph Mawle, Caroline Goodall, Rafi Gavron, Emma Hamilton, Michael Budd, Jim Piddock, Paloma Bloyd, Colm Meaney | Film d'action, thriller                    | Summit Entertainment | 7 septembre    |
| The Comedy                                    | Rick Alverson                                                                     | Tim Heidecker, Eric Wareheim, Kate Lyn Sheil, Alexia Rasmussen, Gregg Turkington, James Murphy | Humour noir                                | Tribeca Film, Glass Eye Pix | 9 novembre     |
| Compliance                                    | Craig Zobel                                                                       | Ann Dowd, Dreama Walker, Pat Healy, Bill Camp, Ashlie Atkinson, Phillip Ettinger, James McCaffrey | Drame                                      | Magnolia Pictures | 17 août        |
| Contraband                                    | Baltasar Kormákur                                                                 | Mark Wahlberg, Kate Beckinsale, Ben Foster, Giovanni Ribisi, Caleb Landry Jones, Lukas Haas, Diego Luna et J. K. Simmons | Film d'action, thriller                    | Universal Pictures, Relativity Media Reprise du film islandais de 2008 Reykjavik-Rotterdam de Arnaldur Indriðason et Óskar Jónasson                                                                          | 13 janvier     |
| Crooked Arrows                                | Steve Rash                                                                        | Brandon Routh, Crystal Allen, Chelsea Ricketts, Dennis Ambriz, Michael Hudson, avec Gil Birmingham et Tyler Hill | Drame, sports                              | Marker Entertainment | 18 mai         |
| Damsels in Distress                           | Whit Stillman                                                                     | Greta Gerwig, Adam Brody, Analeigh Tipton, Megalyn Echikunwoke, Carrie MacLemore, Hugo Becker, Billy Magnussen, Ryan Metcalf, Caitlin Fitzgerald, Jermaine Crawford, Aubrey Plaza, Zach Woods, Taylor Nichols, Carolyn Farina | Comédie dramatique                         | Sony Pictures Classics | 6 avril        |
| The Dark Knight Rises                         | Christopher Nolan                                                                 | Christian Bale, Michael Caine, Gary Oldman, Tom Hardy, Anne Hathaway, Marion Cotillard, Joseph Gordon-Levitt, Morgan Freeman | Drame policier, superhero                  | Warner Bros. Pictures Précédé de The Dark Knight (2008) | 20 juillet     |
| Dark Shadows                                  | Tim Burton                                                                        | Johnny Depp, Michelle Pfeiffer, Helena Bonham Carter, Eva Green, Jackie Earle Haley, Bella Heathcote, Chloë Grace Moretz, Jonny Lee Miller, Gulliver McGrath | Comédie horrifique                         | Warner Bros. Pictures, Village Roadshow Pictures D'après le soap opera gothique éponyme de Dan Curtis | 11 mai         |
| Darling Companion                             | Lawrence Kasdan                                                                   | Mark Duplass, Richard Jenkins, Diane Keaton, Kevin Kline, Elisabeth Moss, Sam Shepard, Dianne Wiest, Ayelet Zurer | Comédie                                    | Sony Pictures Classics | 20 avril       |
| Detachment                                    | Tony Kaye                                                                         | Adrien Brody, Marcia Gay Harden, Christina Hendricks, William Petersen, Bryan Cranston, Tim Blake Nelson, Betty Kaye, introducing Sami Gayle, avec Lucy Liu, Blythe Danner et James Caan | Drame                                      | Tribeca Film | 24 février     |
| The Devil Inside                              | William Brent Bell                                                                | Fernanda Andrade, Simon Quarterman, Evan Helmuth, Ionut Grama, Suzan Crowley, Bonnie Morgan, Brian Johnson, Preston James Hillier, D. T. Carney | Horreur super naturelle                    | Paramount Pictures | 6 janvier      |
| Diary of a Wimpy Kid: Dog Days                | David Bowers                                                                      | Zachary Gordon, Steve Zahn, Robert Capron, Devon Bostick, Rachael Harris, Connor Fielding, Owen Fielding, Peyton Roi List, Karan Brar, Melissa Roxburgh, Grayson Russell, Laine MacNeil, Sachin Tyler Sadachcharan | Comédie                                    | 20th Century Fox, Color Force D'après The Last Straw et le livre homonyme de Jeff Kinney | 3 août         |
| The Dictator                                  | Larry Charles                                                                     | Sacha Baron Cohen, Anna Faris, Ben Kingsley, Jason Mantzoukas, John C. Reilly, Megan Fox, B. J. Novak, Bobby Lee, Kevin Corrigan, J. B. Smoove, Adeel Akhtar, Fred Melamed | Comédie                                    | Paramount Pictures D'après Zabibah and the King de Saddam Hussein | 16 mai         |
| Django Unchained                              | Quentin Tarantino                                                                 | Jamie Foxx, Christoph Waltz, Leonardo DiCaprio, Kerry Washington et Samuel L. Jackson, Walton Goggins, Dennis Christopher, James Remar, Michael Parks et Don Johnson, Laura Cayouette, James Russo, Tom Wopat, Misty Upham, Rex Linn, Cooper Huckabee, Doc Duhame, M. C. Gainey, Bruce Dern, Ned Bellamy, Franco Nero, Jonah Hill, Robert Carradine, James Parks, Tom Savini, Quentin Tarantino | Western                                    | The Weinstein Company, Columbia Pictures | 25 décembre    |
| Dredd                                         | Pete Travis                                                                       | Karl Urban, Olivia Thirlby, Wood Harris, Lena Headey | Science-fiction Film d'action              | Entertainment Film Distributors | 21 septembre   |
| End of Watch                                  | David Ayer                                                                        | Jake Gyllenhaal, Michael Peña, Anna Kendrick, Natalie Martinez, America Ferrera, Frank Grillo, David Harbour | Drame policier                             | Open Road Films (en), Exclusive Media | 28 septembre   |
| Expendables 2 : Unité spéciale                | Simon West                                                                        | Sylvester Stallone, Jason Statham, Jet Li, Dolph Lundgren, Chuck Norris, Terry Crews, Randy Couture, Liam Hemsworth, also Jean-Claude Van Damme, avec Bruce Willis et Arnold Schwarzenegger, Scott Adkins, Yu Nan, Amanda Ooms, Novak Djokovic | Film d'action                              | Lionsgate, Millennium Films, Nu Image Précédé de The Expendables (2010) | 17 août        |
| Le Monde de Nemo 3D                           | Andrew Stanton, Lee Unkrich (codirecteur)                                         | Albert Brooks, Ellen DeGeneres, Alexander Gould, Willem Dafoe, Barry Humphries, Eric Bana, Bruce Spence, Allison Janney, Elizabeth Perkins, Geoffrey Rush, Brad Garrett, Austin Pendleton, Stephen Root, Vicki Lewis | Aventure, dessin animé                     | Walt Disney Pictures, Pixar | 14 septembre   |
| The Five-Year Engagement                      | Nicholas Stoller                                                                  | Jason Segel, Emily Blunt, Alison Brie, Rhys Ifans, Chris Pratt, Kevin Hart, Mindy Kaling, Chris Parnell, Dakota Johnson, David Paymer, Mimi Kennedy, Brian Posehn, Jacki Weaver | Comédie romantique                         | Universal Pictures | 27 avril       |
| Flight                                        | Robert Zemeckis                                                                   | Denzel Washington, Don Cheadle, Kelly Reilly, John Goodman, Bruce Greenwood et Melissa Leo, Tamara Tunie, Nadine Velazquez | Drame                                      | Paramount Pictures | 2 novembre     |
| For a Good Time, Call...                      | Jamie Travis                                                                      | Ari Graynor, Lauren Miller, Mark Webber et Justin Long, Seth Rogen, Mimi Rogers, Nia Vardalos, James Wolk | Comédie                                    | Focus Features | 31 août        |
| Frankenweenie                                 | Tim Burton                                                                        | Catherine O'Hara, Martin Short, Martin Landau, Charlie Tahan, Atticus Shaffer et Winona Ryder, Robert Capron, Conchata Ferrell | Dessin animé, Comédie horrifique           | Walt Disney Pictures | 5 octobre      |
| Friends with Kids                             | Jennifer Westfeldt                                                                | Adam Scott, Jennifer Westfeldt, Jon Hamm, Kristen Wiig, Maya Rudolph, Chris O'Dowd, Megan Fox et Edward Burns | Comédie                                    | Lionsgate | 9 mars         |
| Fun Size                                      | Josh Schwartz                                                                     | Victoria Justice, Thomas Mann, Jane Levy et Chelsea Handler, Thomas McDonell, Osric Chau, Jackson Nicoll, Josh Pence, Johnny Knoxville (non crédité), Thomas Middleditch, Ana Gasteyer, Holmes Osborne, James Pumphrey, Willam Belli, Peter Navy Tuiasosopo | Comédie adolescente                        | Paramount Pictures, Nickelodeon Movies | 26 octobre     |
| Gayby                                         | Jonathan Lisecki                                                                  | Jenn Harris, Matthew Wilkas | Comédie                                    | Hubbhobb, Wolfe Video | 12 mars        |
| Ghost Rider: Spirit of Vengeance              | Neveldine/Taylor                                                                  | Nicolas Cage, Ciarán Hinds, Violante Placido, Johnny Whitworth, Christopher Lambert et Idris Elba | Superhero                                  | Columbia Pictures, Hyde Park Entertainment D'après le comics éponyme de Roy Thomas, Gary Friedrich et Mike Ploog Précédé de Ghost Rider (2007)                                                               | 17 février     |
| Girl in Progress                              | Patricia Riggen                                                                   | Eva Mendes, Matthew Modine, introducing Cierra Ramirez, avec Patricia Arquette et Eugenio Derbez | Comédie dramatique                         | Lionsgate, Pantelion Films | 11 mai         |
| God Bless America                             | Bobcat Goldthwait                                                                 | Joel Murray, Tara Lynne Barr, Mackenzie Brooke Smith, Melinda Page Hamilton | Comédie                                    | Magnolia Pictures | 11 mai         |
| Gone                                          | Heitor Dhalia                                                                     | Amanda Seyfried, Daniel Sunjata, Jennifer Carpenter, Sebastian Stan, Wes Bentley | Thriller                                   | Summit Entertainment, Lakeshore Entertainment, Sidney Kimmel Entertainment | 24 février     |
| Good Deeds                                    | Tyler Perry                                                                       | Tyler Perry, Thandie Newton, Brian J. White, Eddie Cibrian, Rebecca Romijn, Jamie Kennedy, avec Phylicia Rashād et Gabrielle Union | Film d'amour                               | Lionsgate, Tyler Perry Studios | 24 février     |
| The Grey                                      | Joe Carnahan                                                                      | Liam Neeson, Frank Grillo, Dermot Mulroney, Dallas Roberts, Joe Anderson, Nonso Anozie avec James Badge Dale | Film d'action, thriller, aventure, drame   | Open Road Films (en), Scott Free Productions D'après la nouvelle Ghost Walker de Ian MacKenzie Jeffers | 27 janvier     |
| The Guilt Trip                                | Anne Fletcher                                                                     | Barbra Streisand, Seth Rogen | Comédie                                    | Paramount Pictures, Skydance Productions | 19 décembre    |
| Haywire                                       | Steven Soderbergh                                                                 | Gina Carano, Michael Fassbender, Ewan McGregor, Bill Paxton, Channing Tatum, Mathieu Kassovitz, Michael Angarano, avec Antonio Banderas et Michael Douglas | Action-thriller                            | Relativity | 20 janvier     |
| Hello I Must Be Going (en)                    | Todd Louiso                                                                       | Melanie Lynskey, Blythe Danner, Christopher Abbott, John Rubinstein, Dan Futterman et Julie White | Comédie dramatique, film d'amour           | Oscilloscope Laboratories | 7 septembre    |
| Here Comes the Boom                           | Frank Coraci                                                                      | Kevin James, Salma Hayek, Henry Winkler, Charice Pempengco, Bas Rutten, Reggie Lee, Joe Rogan, Mike Goldberg, Greg Germann, Jason Miller, Melissa Peterman, Bruce Buffer, Krzysztof Soszynski | Comédie, sports                            | Columbia Pictures, Happy Madison Productions | 12 octobre     |
| Hick                                          | Derick Martini                                                                    | Chloë Grace Moretz, Eddie Redmayne, Ray McKinnon, Rory Culkin, Juliette Lewis, avec Blake Lively et Alec Baldwin | Drame                                      | Phase 4 Films D'après le roman homonyme d'Andrea Portes | 11 mai         |
| High School                                   | John Stalberg Jr.                                                                 | Adrien Brody, Sean Marquette, Matt Bush, Colin Hanks, Adhir Kalyan et Michael Chiklis, Robert Bailey, Jr., Mykelti Williamson, Andrew Wilson | Comédie                                    | Anchor Bay Films, Parallel Media | 1er juin       |
| Hit and Run                                   | Dax Shepard, David Palmer                                                         | Dax Shepard, Kristen Bell, Bradley Cooper, Tom Arnold, Kristin Chenoweth, Michael Rosenbaum, Joy Bryant, Ryan Hansen, Beau Bridges | Film d'action, comédie                     | Open Road Films (en) | 24 août        |
| Hope Springs                                  | David Frankel                                                                     | Meryl Streep, Tommy Lee Jones, Steve Carell | Comédie                                    | Columbia Pictures, Mandate Pictures, MGM Pictures | 10 août        |
| Hotel Transylvania                            | Genndy Tartakovsky                                                                | Adam Sandler, Andy Samberg, Selena Gomez, Kevin James, Fran Drescher, Steve Buscemi, Molly Shannon, David Spade, Cee Lo Green | Dessin animé, Comédie                      | Columbia Pictures, Sony Pictures Animation | 28 septembre   |
| House at the End of the Street                | Mark Tonderai                                                                     | Jennifer Lawrence, Max Thieriot, Gil Bellows et Elisabeth Shue, Nolan Gerard Funk, James Thomas, Allie MacDonald, Jonathan Malen, Jon McLaren, Eva Link | Thriller horrifique                        | Relativity Media | 21 septembre   |
| Hunger Games                                  | Gary Ross                                                                         | Jennifer Lawrence, Josh Hutcherson, Liam Hemsworth, Woody Harrelson, Elizabeth Banks, Lenny Kravitz, avec Stanley Tucci et Donald Sutherland, Willow Shields, Paula Malcomson, Amandla Stenberg, Alexander Ludwig, Dayo Okeniyi, Isabelle Fuhrman, Jacqueline Emerson, Leven Rambin, Jack Quaid, Toby Jones, Wes Bentley, Latarsha Rose | Action dramatique, science-fiction         | Lionsgate D'après le roman homonyme de Suzanne Collins | 23 mars        |
| I Do                                          | Glenn Gaylord                                                                     | David W. Ross, Jamie-Lynn Sigler, Grant Bowler, Alicia Witt | Drame                                      | Festival premiere; entered general release in 2013. | 18 juillet     |
| L'Âge de glace 4                              | Steve Martino, Mike Thurmeier                                                     | Ray Romano, John Leguizamo, Denis Leary, Queen Latifah, Seann William Scott, Josh Peck, Chris Wedge, Jennifer Lopez, Keke Palmer, Aziz Ansari, Drake, Jeremy Renner, Wanda Sykes, Matt Bennett, Nicki Minaj, Ester Dean, Rebel Wilson, Joy Behar, Nick Frost, J. B. Smoove, Heather Morris, Josh Gad, Alan Tudyk, Kunal Nayyar, Alain Chabat | Animation, familial                        | 20th Century Fox, Blue Sky Studios Précédé de L'Âge de glace 3 (2009) | 13 juillet     |
| Jack Reacher                                  | Christopher McQuarrie                                                             | Tom Cruise, Rosamund Pike, Richard Jenkins, Werner Herzog, David Oyelowo et Robert Duvall | Drame policier                             | Paramount Pictures, Skydance Productions D'après One Shot de Lee Child | 21 décembre    |
| Jeff, Who Lives at Home                       | Jay et Mark Duplass                                                               | Jason Segel, Ed Helms et Susan Sarandon, Judy Greer, Rae Dawn Chong | Comédie                                    | Paramount Vantage | 16 mars        |
| John Carter                                   | Andrew Stanton                                                                    | Taylor Kitsch, Lynn Collins, Samantha Morton, Mark Strong, Ciarán Hinds, Dominic West, James Purefoy et Willem Dafoe, Bryan Cranston, Polly Walker, Daryl Sabara | Action, science-fiction                    | Walt Disney Pictures D'après Une princesse de Mars de Edgar Rice Burroughs | 9 mars         |
| Journey 2: The Mysterious Island              | Brad Peyton                                                                       | Dwayne Johnson, Michael Caine, Josh Hutcherson, Vanessa Hudgens, Luis Guzmán et Kristin Davis | Action-aventure, familial                  | New Line Cinema Précédé de Voyage au centre de la Terre (2008) | 10 février     |
| Joyful Noise                                  | Todd Graff                                                                        | Queen Latifah, Dolly Parton, Keke Palmer, Jeremy Jordan, Courtney B. Vance et Kris Kristofferson | Comédie musicale                           | Alcon Entertainment | 13 janvier     |
| Katy Perry: Part of Me                        | Dan Cutforth et Jane Lipsitz                                                      | Chronique de la vie et de la carrière du phénomène pop-singing Katy Perry. Scenes are taken from the 2011 California Dreams Tour at Staples Center, Los Angeles | Concert, documentaire                      | Paramount Pictures, Imagine Entertainment, MTV Films, Insurge Pictures | 5 juillet      |
| Keep the Lights On                            | Ira Sachs                                                                         | Thure Lindhardt, Zachary Booth, David Anzuelo, Maria Dizzia, Julianne Nicholson, Souléymane Sy Savané et Paprika Steen | Drame                                      | Music Box Films, Alarum Pictures, Parts and Labor, Tiny Dancer Films | 7 septembre    |
| Killer Joe                                    | William Friedkin                                                                  | Matthew McConaughey, Emile Hirsch, Juno Temple, Gina Gershon, Thomas Haden Church, Marc Macaulay (en) | Policier, thriller humour noir             | LD Entertainment | 27 juillet     |
| A Late Quartet                                | Yaron Zilberman                                                                   | Philip Seymour Hoffman, Mark Ivanir, Catherine Keener, Christopher Walken, Imogen Poots, Liraz Charhi, Wallace Shawn | Drame                                      | Entertainment One, RKO Pictures | 2 novembre     |
| Lawless                                       | John Hillcoat                                                                     | Shia LaBeouf, Tom Hardy, Gary Oldman, Mia Wasikowska, Jessica Chastain, Dane DeHaan, Jason Clarke et Guy Pearce | Drame, gangster                            | The Weinstein Company D'après The Wettest County in the World de Matt Bondurant | 29 août        |
| Liberal Arts                                  | Josh Radnor                                                                       | Josh Radnor, Elizabeth Olsen, Richard Jenkins, Allison Janney, John Magaro et Elizabeth Reaser, Zac Efron | Comédie dramatique                         | IFC Films, Tom Sawyer Entertainment | 14 septembre   |
| Life of Pi                                    | Ang Lee                                                                           | Suraj Sharma, Irrfan Khan, Tabu, Rafe Spall et Gérard Depardieu | Action-aventure, drame                     | 20th Century Fox Fox 2000 Pictures Rhythm and Hues D'après le roman homonyme de Yann Martel | 21 novembre    |
| Lincoln                                       | Steven Spielberg                                                                  | Daniel Day-Lewis, Sally Field, David Strathairn, Joseph Gordon-Levitt, James Spader, Hal Holbrook et Tommy Lee Jones | Biographie, drame politique                | Touchstone Pictures, DreamWorks Pictures, 20th Century Fox, Reliance Entertainment, Participant Media Partiellement basé sur Team of Rivals: The Political Genius of Abraham Lincoln de Doris Kearns Goodwin | 9 novembre     |
| A Little Bit of Heaven                        | Nicole Kassell                                                                    | Kate Hudson, Gael García Bernal, Lucy Punch, Romany Malco, Treat Williams, avec Whoopi Goldberg et Kathy Bates | Comédie romantique                         | The Film Department, Millennium Entertainment | 4 mai          |
| Lockout                                       | James Mather et Stephen St. Leger                                                 | Guy Pearce, Maggie Grace, Vincent Regan, Joseph Gilgun, Lennie James et Peter Stormare | Action, science-fiction                    | FilmDistrict, Open Road Films (en) | 13 avril       |
| Lola Versus                                   | Daryl Wein (en)                                                                   | Greta Gerwig, Joel Kinnaman, Zoe Lister-Jones, Bill Pullman et Debra Winger, Hamish Linklater, Cheyenne Jackson | Film d'amour                               | Fox Searchlight Pictures | 8 juin         |
| The Loneliest Planet                          | Julia Loktev                                                                      | Gael García Bernal, Hani Furstenberg, Bidzina Gujabidze | Thriller                                   | Sundance Selects D'après Expensive Trips Nowhere de Tom Bissell | 26 octobre     |
| Looper                                        | Rian Johnson                                                                      | Bruce Willis, Joseph Gordon-Levitt, Emily Blunt, Paul Dano, Qing Xu, Noah Segan, Jeff Daniels, Piper Perabo, Garret Dillahunt | Science-fiction                            | TriStar Pictures, FilmDistrict | 28 septembre   |
| Dr. Seuss' The Lorax                          | Chris Renaud, Kyle Balda                                                          | Danny DeVito, Zac Efron, Taylor Swift, Ed Helms, Rob Riggle, Betty White, Jenny Slate | Dessin animé, familial                     | Universal Pictures, Illumination Entertainment D'après le livre pour enfants éponyme Du Dr. Seuss | 2 mars         |
| The Lucky One                                 | Scott Hicks                                                                       | Zac Efron, Taylor Schilling, Jay R. Ferguson et Blythe Danner | Film d'amour                               | Warner Bros. Pictures, Village Roadshow Pictures D'après le roman homonyme de Nicholas Sparks | 20 avril       |
| Madagascar 3: Europe's Most Wanted            | Eric Darnell, Tom McGrath, Conrad Vernon                                          | Ben Stiller, Chris Rock, David Schwimmer, Jada Pinkett Smith, Frances McDormand, Sacha Baron Cohen, Cedric the Entertainer, Andy Richter, Bryan Cranston, Jessica Chastain, Martin Short, Paz Vega, Tom McGrath, Chris Miller, Christopher Knights, John DiMaggio, Conrad Vernon | Dessin animé, familial                     | Paramount Pictures, DreamWorks Animation, Pacific Data Images Précédé de Madagascar: Escape 2 Africa (2008)                                                                                                  | 8 juin         |
| Madea's Witness Protection                    | Tyler Perry                                                                       | Tyler Perry, Eugene Levy, Denise Richards, Doris Roberts, Romeo Miller, Tom Arnold, John Amos, Marla Gibbs, Danielle Campbell, Devan Leos, Jeff Joslin | Comédie                                    | Lionsgate, Tyler Perry Studios | 29 juin        |
| Magic Mike                                    | Steven Soderbergh                                                                 | Channing Tatum, Alex Pettyfer et Matthew McConaughey, Cody Horn, Olivia Munn, Matt Bomer, Riley Keough, Joe Manganiello, Kevin Nash, Adam Rodríguez, Gabriel Iglesias | Comédie dramatique                         | Warner Bros. Pictures | 29 juin        |
| The Magic of Belle Isle                       | Rob Reiner                                                                        | Morgan Freeman, Virginia Madsen, Kenan Thompson | Drame                                      | Magnolia Pictures | 6 juillet      |
| Dos au mur                                    | Asger Leth                                                                        | Sam Worthington, Elizabeth Banks, Jamie Bell, Anthony Mackie, Ed Burns, Titus Welliver, Génesis Rodríguez, Kyra Sedgwick et Ed Harris | Thriller                                   | Summit Entertainment | 27 janvier     |
| The Man with the Iron Fists                   | RZA                                                                               | Russell Crowe, Cung Le, Lucy Liu, Byron Mann, RZA, Rick Yune, David Bautista, Jamie Chung | Film d'arts martiaux                       | Universal Pictures, Strike Entertainment | 2 novembre     |
| Marley                                        | Kevin Macdonald                                                                   | Vie du chanteur de reggae Bob Marley. | Biographie, documentaire                   | Magnolia Pictures, Shangri-La Entertainment | 20 avril       |
| The Master                                    | Paul Thomas Anderson                                                              | Joaquin Phoenix, Philip Seymour Hoffman, Amy Adams | Drame                                      | The Weinstein Company | 14 septembre   |
| Men in Black 3                                | Barry Sonnenfeld                                                                  | Will Smith, Tommy Lee Jones, Josh Brolin, Rip Torn, Emma Thompson, Alice Eve, Nicole Scherzinger, Jemaine Clement, Bill Hader, Keone Young, Yuri Lowenthal (voix) | Science-fiction humoristique               | Columbia Pictures, Amblin Entertainment Précédé de Men in Black II (2002) | 25 mai         |
| Mirror Mirror                                 | Tarsem Singh                                                                      | Julia Roberts, Lily Collins, Armie Hammer, Nathan Lane, Sean Bean, Mare Winningham, Michael Lerner, Robert Emms, Mark Povinelli, Danny Woodburn, Jordan Prentice, Ronald Lee Clark, Sebastian Saraceno, Martin Klebba, Joe Gnoffo, Bonnie Bentley, Nadia Verrucci | Comédie, fantasy                           | Relativity Media D'après Blanche Neige par les Frères Grimm | 30 mars        |
| Monstres et Cie 3D                            | Pete Docter, Lee Unkrich, David Silverman (codirecteurs)                          | John Goodman, Billy Crystal, Mary Gibbs, Steve Buscemi, James Coburn, Jennifer Tilly, Frank Oz | Familial, dessin animé                     | Walt Disney Pictures, Pixar | 19 décembre    |
| Moonrise Kingdom                              | Wes Anderson                                                                      | Bruce Willis, Edward Norton, Bill Murray, Frances McDormand, Tilda Swinton, Jason Schwartzman, Bob Balaban, Harvey Keitel, Marc Rizzo, Jared Gilman, Kara Hayward | Drame                                      | Focus Features | 25 mai         |
| Nobody Walks                                  | Ry Russo-Young                                                                    | John Krasinski, Olivia Thirlby, Rosemarie DeWitt, India Ennenga, Justin Kirk | Comédie dramatique                         | Magnolia Pictures | 12 octobre     |
| The Odd Life of Timothy Green                 | Peter Hedges                                                                      | Jennifer Garner, Joel Edgerton, CJ Adams, Ron Livingston, Dianne Wiest, Odeya Rush, Rosemarie DeWitt, Lin-Manuel Miranda, M. Emmet Walsh, Michael Arden, Lois Smith, David Morse, Common, Rhoda Griffis, Sharon Morris, Jason Davis, Cullen Moss | Comédie dramatique, Fantasy                | Walt Disney Pictures | 15 août        |
| One for the Money                             | Julie Anne Robinson                                                               | Katherine Heigl, Jason O'Mara, Daniel Sunjata, John Leguizamo, Sherri Shepherd et Debbie Reynolds | Film d'action, Comédie                     | Lionsgate, Lakeshore Entertainment D'après le roman homonyme de Janet Evanovich | 27 janvier     |
| The Oogieloves in the Big Balloon Adventure   | Matthew Diamond                                                                   | Toni Braxton, Cloris Leachman, Christopher Lloyd, Chazz Palminteri, Cary Elwes et Jaime Pressly, Maya Stange (en) | Familial, musical                          | Kenn Viselman Presents | 29 août        |
| The Oranges                                   | Julian Farino                                                                     | Hugh Laurie, Catherine Keener, Oliver Platt, Allison Janney, Alia Shawkat, Adam Brody et Leighton Meester | Comédie romantique                         | ATO Pictures, Likely Story, Olympic Pictures | 5 octobre      |
| The Paperboy                                  | Lee Daniels                                                                       | Matthew McConaughey, Zac Efron, John Cusack et Nicole Kidman, David Oyelowo, Macy Gray (narrator), Scott Glenn, Nikolette Noel, Ned Bellamy | Drame                                      | Millennium Films, Nu Image Films D'après le roman homonyme de Pete Dexter | 5 octobre      |
| Paranormal Activity 4                         | Henry Joost et Ariel Schulman                                                     | Katie Featherston, Kathryn Newton, Matt Shively, Brady Allen, Aiden Lovekamp, Stephen Dunham, Alexondra Lee | Horreur super naturelle                    | Paramount Pictures Précédé de Paranormal Activity 3 (2011) | 19 octobre     |
| ParaNorman                                    | Sam Fell, Chris Butler                                                            | Kodi Smit-McPhee, Casey Affleck, Tempestt Bledsoe, John Goodman, Jeff Garlin, Bernard Hill, Anna Kendrick, Leslie Mann, Christopher Mintz-Plasse, Elaine Stritch, Tucker Albrizzi, Alex Borstein, Jodelle Ferland | Dessin animé, Comédie horrifique, thriller | Focus Features, Laika | 17 août        |
| Parental Guidance                             | Andy Fickman                                                                      | Billy Crystal, Bette Midler, Marisa Tomei, Tom Everett Scott, Bailee Madison, Joshua Rush | Comédie familiale                          | 20th Century Fox, Walden Media, Chernin Entertainment | 25 décembre    |
| Peace, Love, & Misunderstanding               | Bruce Beresford                                                                   | Jane Fonda, Catherine Keener, Jeffrey Dean Morgan, Chace Crawford, Elizabeth Olsen, Nat Wolff, avec Rosanna Arquette et Kyle MacLachlan | Comédie dramatique                         | IFC Films | 8 juin         |
| People Like Us                                | Alex Kurtzman                                                                     | Chris Pine, Elizabeth Banks, Olivia Wilde, Michael Hall D'Addario, Mark Duplass, Philip Baker Hall, Jon Favreau et Michelle Pfeiffer | Drame                                      | Touchstone Pictures, DreamWorks Pictures, Reliance Entertainment | 29 juin        |
| Le Monde de Charlie                           | Stephen Chbosky                                                                   | Logan Lerman, Emma Watson, Ezra Miller, Mae Whitman, Kate Walsh, Dylan McDermott, avec Joan Cusack et Paul Rudd | Drame, teen movie                          | Summit Entertainment D'après le roman homonyme de Stephen Chbosky | 21 septembre   |
| Piranha 3DD                                   | John Gulager                                                                      | Danielle Panabaker, Matt Bush, David Koechner, Chris Zylka, Katrina Bowden, avec Gary Busey et Christopher Lloyd, David Hasselhoff, Ving Rhames, Paul Scheer, Meagan Tandy, Jean-Luc Bilodeau, Clu Gulager, Paul James Jordan, Adrian Martinez, Shanica Knowles | Comédie horrifique                         | Dimension Films | 1er juin       |
| The Hit Girls                                 | Jason Moore                                                                       | Anna Kendrick, Brittany Snow, Anna Camp, Rebel Wilson, Christopher Mintz-Plasse, Skylar Astin, Freddie Stroma, Alexis Knapp, Adam DeVine, Ester Dean, Brock Kelly, Elizabeth Banks, John Michael Higgins | Comédie musicale                           | Universal Pictures, Relativity Media, Gold Circle Films D'après le roman homonyme de Mickey Rapkin | 28 septembre   |
| The Possession                                | Ole Bornedal                                                                      | Natasha Callis, Jeffrey Dean Morgan, Kyra Sedgwick, Madison Davenport, Grant Show, Matisyahu | Horreur super naturelle                    | Lionsgate, Ghost House Pictures | 31 août        |
| Premium Rush                                  | David Koepp                                                                       | Joseph Gordon-Levitt, Michael Shannon, Dania Ramirez, Jamie Chung | Action                                     | Columbia Pictures | 24 août        |
| Price Check                                   | Michael Walker                                                                    | Parker Posey, Eric Mabius, Annie Parisse, avec Josh Pais et Edward Herrmann, Remy Auberjonois, Jayce Bartók, Samrat Chakrabarti, Cheyenne Jackson, Stephen Kunken, Amy Schumer, Matt Servitto, Mackenzie Smith, Melinda Page Hamilton | Comédie                                    | IFC Films | 16 novembre    |
| Project X                                     | Nima Nourizadeh                                                                   | Thomas Mann, Oliver Cooper, Jonathan Daniel Brown, Alexis Knapp, Nichole Bloom, Dax Flame, Miles Teller, Kirby Bliss Blanton | Comédie                                    | Warner Bros., Silver Pictures | 2 mars         |
| Prometheus                                    | Ridley Scott                                                                      | Noomi Rapace, Michael Fassbender, Guy Pearce, Idris Elba, Logan Marshall-Green et Charlize Theron | Action, horreur, science-fiction           | 20th Century Fox | 8 juin         |
| Puppet Master X: Axis Rising                  | Charles Band                                                                      | Kip Canyon, Jean Louise O'Sullivan, Oto Brezina, Scott Anthony King, Stephanie Sanditz, Brad Potts, Ian Roberts | Horreur                                    | Full Moon Features | 9 octobre      |
| The Queen of Versailles                       | Lauren Greenfield                                                                 | La trajectoire de la « richesse à la misère » de l'ancien mannequin flambeuse Jackie Siegel et sa tentative de construire une version du palais de Versailles en Floride. | Documentaire                               | Magnolia Pictures | 20 juillet     |
| Rampart                                       | Oren Moverman                                                                     | Woody Harrelson, Ned Beatty, Ben Foster, Anne Heche, Ice Cube, Cynthia Nixon, Sigourney Weaver, Robert Wisdom, Robin Wright et Steve Buscemi | Drame policier                             | Millennium Entertainment | 10 février     |
| The Raven                                     | James McTeigue                                                                    | John Cusack, Alice Eve, Oliver Jackson-Cohen, Luke Evans, Brendan Gleeson, Kevin McNally, Pam Ferris, Sergej Trifunović, Ian Virgo, Sam Hazeldine, Brendan Coyle, M. Emmet Walsh | Thriller                                   | Rogue, Relativity Media | 27 avril       |
| Red Dawn                                      | Dan Bradley                                                                       | Chris Hemsworth, Josh Peck, Josh Hutcherson, Adrianne Palicki, Isabel Lucas, Connor Cruise et Jeffrey Dean Morgan | Action, guerre                             | FilmDistrict D'après le film homonyme de 1984 | 21 novembre    |
| Red Hook Summer                               | Spike Lee                                                                         | Clarke Peters, Nate Parker, Thomas Jefferson Byrd, introducing Toni Lysaith et Jules Brown, Heather Simms, James Ransone, De'Adre Aziza, Isiah Whitlock Jr., Spike Lee | Comédie dramatique                         | 40 Acres & A Mule Filmworks, Variance Films | 10 août        |
| Red Lights                                    | Rodrigo Cortés                                                                    | Cillian Murphy, Sigourney Weaver, Toby Jones, Joely Richardson, Elizabeth Olsen et Robert De Niro, Leonardo Sbaraglia, Burn Gorman, Karen Shenaz David, Craig Roberts | Thriller psychologique                     | Millennium Entertainment | 13 juillet     |
| Red Tails                                     | Anthony Hemingway                                                                 | Cuba Gooding, Jr., Terrence Howard, Daniela Ruah, Bryan Cranston, Nate Parker, David Oyelowo, Ryan Early, Method Man, Elijah Kelley, Ne-Yo, Tristan Wilds, Kevin Phillips, Robert Kazinsky, Lee Tergesen, Andre Royo, Marcus T. Paulk, Michael B. Jordan, Jazmine Sullivan, Aml Ameen, Gerald McRaney | Film d'action, drame, Film de guerre       | 20th Century Fox, Lucasfilm | 20 janvier     |
| Resident Evil: Retribution                    | Paul W. S. Anderson                                                               | Milla Jovovich, Michelle Rodriguez, Kevin Durand, Sienna Guillory, Shawn Roberts, Aryana Engineer, Colin Salmon, Johann Urb, avec Boris Kodjoe et Li Bingbing, Oded Fehr, Mika Nakashima | Thriller de science-fiction                | Screen Gems Précédé de Resident Evil: Afterlife (2010) | 14 septembre   |
| Rise of the Guardians                         | Peter Ramsey, William Joyce (codirecteur)                                         | Chris Pine, Isla Fisher, Hugh Jackman, Alec Baldwin, Jude Law, Dakota Goyo | Action-aventure, dessin animé, familial    | Paramount Pictures, DreamWorks Animation D'après la série de livres The Guardians of Childhood de William Joyce                                                                                              | 21 novembre    |
| Robot & Frank                                 | Jake Schreier                                                                     | Frank Langella, James Marsden, Liv Tyler, Jeremy Strong, Jeremy Sisto, avec Peter Sarsgaard (voix) et Susan Sarandon | Comédie dramatique                         | Samuel Goldwyn Films (en), Stage 6 Films (en) | 17 août        |
| Rock of Ages                                  | Adam Shankman                                                                     | Julianne Hough, Diego Boneta, Russell Brand, Paul Giamatti, Catherine Zeta-Jones, Malin Åkerman, Mary J. Blige, avec Alec Baldwin et Tom Cruise | Musical, comédie romantique                | New Line Cinema D'après the 2006 Broadway musical of the same name de Chris D'Arienzo | 15 juin        |
| Ruby Sparks                                   | Jonathan Dayton et Valerie Faris                                                  | Paul Dano, Zoe Kazan, Antonio Banderas, Annette Bening, Steve Coogan, Elliott Gould, Chris Messina, Alia Shawkat, Deborah Ann Woll | Comédie romantique                         | Fox Searchlight Pictures | 25 juillet     |
| Safe                                          | Boaz Yakin                                                                        | Jason Statham, Catherine Chan, Chris Sarandon, Anson Mount, Robert John Burke, James Hong, Reggie Lee, Danny Hoch (en), Danni Lang, Igor Jijikine, David Kim | Action                                     | Lionsgate | 27 avril       |
| Safe House                                    | Daniel Espinosa                                                                   | Denzel Washington, Ryan Reynolds, Vera Farmiga, Brendan Gleeson, Sam Shepard, Rubén Blades, Nora Arnezeder, Robert Patrick | Action thriller                            | Universal Pictures, Relativity Media | 10 février     |
| Safety Not Guaranteed                         | Colin Trevorrow                                                                   | Aubrey Plaza, Mark Duplass, Jake Johnson, Karan Soni, Jenica Bergere, Kristen Bell, Jeff Garlin, Mary Lynn Rajskub | Comédie                                    | FilmDistrict | 8 juin         |
| Samsara                                       | Ron Fricke                                                                        | Exploration des merveilles du monde de la plus banale à la miraculeuse, en regardant dans la partie insondable de la spiritualité de l'homme et de l'expérience humaine.. | Documentaire                               | Oscilloscope Laboratories Précédé de Baraka (1992) | 24 août        |
| Savages                                       | Oliver Stone                                                                      | Taylor Kitsch, Aaron Taylor-Johnson, Blake Lively, Uma Thurman, Salma Hayek, Benicio del Toro, Emile Hirsch, John Travolta, Joel David Moore, Demián Bichir, Mía Maestro, Trevor Donovan, Sandra Echeverría, Gillian Zinser | Thriller policier                          | Universal Pictures, Relativity Media D'après le roman homonyme de Don Winslow | 6 juillet      |
| Seeking a Friend for the End of the World     | Lorene Scafaria                                                                   | Steve Carell, Keira Knightley, Adam Brody, Derek Luke, William Petersen, Connie Britton, Patton Oswalt, Melanie Lynskey, Rob Corddry, Melinda Dillon, Rob Huebel, Gillian Jacobs, T. J. Miller, Amy Schumer, Jim O'Heir | Comédie                                    | Focus Features, Mandate Pictures, Indian Paintbrush | 22 juin        |
| The Sessions                                  | Ben Lewin                                                                         | John Hawkes, Helen Hunt, Moon Bloodgood, Annika Marks, Rhea Perlman, avec Adam Arkin et William H. Macy, W. Earl Brown, Blake Lindsley, Robin Weigert, Rusty Schwimmer, Jenni Baird | Drame                                      | Fox Searchlight Pictures | 26 octobre     |
| Silent Hill: Revelation 3D                    | Michael J. Bassett                                                                | Adelaide Clemens, Kit Harington, Deborah Kara Unger, Martin Donovan et Malcolm McDowell, avec Carrie-Anne Moss et Sean Bean, Radha Mitchell, Heather Marks | Thriller horrifique                        | Open Road Films (en) D'après Silent Hill 3 créé par Konami Précédé de Silent Hill (2006) | 26 octobre     |
| Silent House                                  | Chris Kentis et Laura Lau                                                         | Elizabeth Olsen, Adam Trese, Eric Sheffer Stevens, Julia Taylor Ross, Haley Murphy | Horreur                                    | Open Road Films (en) D'apr_s Silent House d'Oscar Estevez | 9 mars         |
| Silver Linings Playbook                       | David O. Russell                                                                  | Bradley Cooper, Jennifer Lawrence, Robert De Niro, Jacki Weaver, Anupam Kher, Julia Stiles et Chris Tucker | Comédie dramatique, film d'amour           | The Weinstein Company D'après le roman homonyme | 21 novembre    |
| Sinister                                      | Scott Derrickson                                                                  | Ethan Hawke, Juliet Rylance, Fred Thompson, James Ransone, Clare Foley, Michael Hall D'Addario, Vincent D'Onofrio | Film d'horreur super naturelle             | Summit Entertainment | 12 octobre     |
| Sleepwalk with Me                             | Mike Birbiglia                                                                    | Mike Birbiglia, Lauren Ambrose, Cristin Milioti, avec James Rebhorn et Carol Kane, Marylouise Burke, Loudon Wainwright III, Aya Cash, David Wain, Marc Maron, Sondra James, Kristen Schaal, Jessi Klein, Wyatt Cenac | Comédie                                    | IFC Films | 24 août        |
| Smashed                                       | James Ponsoldt                                                                    | Mary Elizabeth Winstead, Aaron Paul, Nick Offerman, Megan Mullally, Kyle Gallner, avec Mary Kay Place et Octavia Spencer, Bree Turner, Mackenzie Davis, Patti Allison, Richmond Arquette, Natalie Dreyfuss | Comédie dramatique                         | Sony Pictures Classics | 12 octobre     |
| Snow White & the Huntsman                     | Rupert Sanders                                                                    | Kristen Stewart, Charlize Theron, Chris Hemsworth, Sam Claflin, Ian McShane, Bob Hoskins, Ray Winstone, Nick Frost, Toby Jones, Johnny Harris, Eddie Marsan, Brian Gleeson, Lily Cole, Sam Spruell, Vincent Regan, Noah Huntley | Action, fantasy                            | Universal Pictures D'après Blanche neige des Frères Grimm | 1er juin       |
| Sound of My Voice                             | Zal Batmanglij                                                                    | Christopher Denham, Nicole Vicius, Brit Marling, Avery Pohl | Thriller psychologique                     | Fox Searchlight Pictures | 27 avril       |
| Sparkle                                       | Salim Akil                                                                        | Jordin Sparks, Whitney Houston, Derek Luke, Mike Epps, Carmen Ejogo, Tika Sumpter, Omari Hardwick et Cee Lo Green | Drame, musical                             | TriStar Pictures | 17 août        |
| Star Wars: Episode I: The Phantom Menace 3D   | George Lucas                                                                      | Liam Neeson, Ewan McGregor, Jake Lloyd, Ahmed Best, Pernilla August, Ian McDiarmid, Anthony Daniels, Kenny Baker, Frank Oz, Ray Park, Silas Carson, Sofia Coppola, Keira Knightley, Samuel L. Jackson | Science-fiction                            | 20th Century Fox, Lucasfilm | 10 février     |
| Step Up Revolution                            | Scott Speer                                                                       | Ryan Guzman, Kathryn McCormick, Misha Gabriel, Cleopatra Coleman, Stephen "tWitch" Boss, Adam G. Sevani, Tommy Dewey et Peter Gallagher | Film de danse, drame, amour                | Summit Entertainment Précédé de Step Up 3D (2010) | 27 juillet     |
| Stolen                                        | Simon West                                                                        | Nicolas Cage, Danny Huston, Malin Åkerman, Sami Gayle, Mark Valley et Josh Lucas | Action, thriller                           | Millennium Films | 14 septembre   |
| The Swan Princess Christmas                   | Richard Rich                                                                      | Yuri Lowenthal, Elle Deets, David Lodge, G. K. Bowes, Doug Stone, Brian Nissen, Clayton James Mackay, James Arrington, Joey Lotsko | Dessin animé, familial, 3D                 | Précédé de The Swan Princess: The Mystery of the Enchanted Kingdom (1998) Direct-to-video | 6 novembre     |
| Taken 2                                       | Olivier Megaton                                                                   | Liam Neeson, Maggie Grace, Famke Janssen et Rade Šerbedžija, Leland Orser, Jon Gries, D. B. Sweeney, Luke Grimes, Aclan Bates, Kevork Malikyan | Action thriller                            | 20th Century Fox, EuropaCorp Précédé de Taken (2008) | 5 octobre      |
| The Tall Man                                  | Pascal Laugier                                                                    | Jessica Biel, Jodelle Ferland, William B. Davis, Samantha Ferris, Colleen Wheeler, Garwin Sanford, Janet Wright, Eve Harlow, John Mann, Teach Grant, Ferne Downey, introducing Jakob Davies et Stephen McHattie | Horreur, détective                         | Image Entertainment | 31 août        |
| Ted                                           | Seth MacFarlane                                                                   | Mark Wahlberg, Mila Kunis, Seth MacFarlane (voix), Giovanni Ribisi, Joel McHale, Patrick Warburton, Jessica Stroup, Laura Vandervoort, Ralph Garman | Comédie, Live-action                       | Universal Pictures, Fuzzy Door Productions, Media Rights Capital | 29 juin        |
| That's My Boy                                 | Sean Anders                                                                       | Adam Sandler, Andy Samberg, Leighton Meester, Eva Amurri, Susan Sarandon, James Caan, Milo Ventimiglia, Will Forte, Colin Quinn, Todd Bridges, Vanilla Ice, Ian Ziering, Rex Ryan, Luenell, Ciara, Peggy Stewart, Tony Orlando, Alan Thicke, Dan Patrick, Blake Clark, Nick Swardson, Ana Gasteyer, Baron Davis | Comédie                                    | Columbia Pictures, Happy Madison Productions, Relativity Media | 15 juin        |
| Think Like a Man                              | Tim Story                                                                         | Michael Ealy, Jerry Ferrara, Meagan Good, Regina Hall, Kevin Hart, Taraji P. Henson, Terrence J, Romany Malco, Gabrielle Union, Steve Harvey, Gary Owen, Chris Brown, Wendy Williams, Tony Rock, La La Anthony, Sherri Shepherd, Tika Sumpter, Keri Hilson, Kelly Rowland, Jenifer Lewis | Comédie romantique                         | Screen Gems D'après le the self-help book Act Like a Lady, Think Like a Man de Steve Harvey | 20 avril       |
| 40 ans : Mode d'emploi                        | Judd Apatow                                                                       | Leslie Mann, Paul Rudd, John Lithgow, Megan Fox et Albert Brooks, Iris Apatow, Maude Apatow, Melissa McCarthy, Robert Smigel, Charlyne Yi | Comédie                                    | Universal Pictures | 21 décembre    |
| Target                                        | McG                                                                               | Tom Hardy, Chris Pine, Reese Witherspoon, Chelsea Handler, Abigail Spencer, Til Schweiger, Laura Vandervoort, Leela Savasta, Angela Bassett | Comédie, espionnage                        | 20th Century Fox | 17 février     |
| A Thousand Words                              | Brian Robbins                                                                     | Eddie Murphy, Kerry Washington, Cliff Curtis, Clark Duke, Allison Janney, Ariel Winter, Steve Little, John Witherspoon, Jack McBrayer | Comédie dramatique                         | Paramount Pictures, DreamWorks Pictures | 9 mars         |
| The Three Stooges                             | Peter et Bobby Farrelly                                                           | Chris Diamantopoulos, Will Sasso, Sean Hayes, Jane Lynch, Larry David, Brian Doyle-Murray, Sofía Vergara, Jennifer Hudson, Lin Shaye, Stephen Collins, Carly Craig, Craig Bierko, Kirby Heyborne, Isaiah Mustafa, Dwight Howard, Kate Upton | Comédie                                    | 20th Century Fox D'après les Courts métrages éponymes | 13 avril       |
| Thunderstruck                                 | John Whitesell                                                                    | Kevin Durant, Taylor Gray, Brandon T. Jackson, Doc Shaw et Jim Belushi | Sport et cinéma, familial                  | Warner Premiere | 24 août        |
| Titanic 3D                                    | James Cameron                                                                     | Leonardo DiCaprio, Kate Winslet, Billy Zane, Kathy Bates, Francis Fisher, Gloria Stuart, Bill Paxton, Bernard Hill, David Warner, Victor Garber, Jonathan Hyde, Eric Braeden, Bernard Fox, Suzy Amis, Danny Nucci, Lewis Abernathy, Nicholas Cascone | Drame                                      | Paramount Pictures, 20th Century Fox, Lightstorm Entertainment | 4 avril        |
| Total Recall                                  | Len Wiseman                                                                       | Colin Farrell, Kate Beckinsale, Jessica Biel, Bryan Cranston, John Cho et Bill Nighy, Bokeem Woodbine | Action thriller, science-fiction           | Columbia Pictures Inspiré de We Can Remember It for You Wholesale de Philip K. Dick | 3 août         |
| Touchback                                     | Don Handfield                                                                     | Brian Presley, Melanie Lynskey, Marc Blucas, avec Kurt Russell et Christine Lahti, Sarah Wright, Sianoa Smit-McPhee, Drew Powell, Kevin Covais, Steve Turner, James Duval | Drame                                      | Anchor Bay Films | 13 avril       |
| Trouble with the Curve                        | Robert Lorenz                                                                     | Clint Eastwood, Amy Adams, Justin Timberlake et John Goodman, Matthew Lillard, Scott Eastwood | Drame, sports                              | Warner Bros. Pictures | 21 septembre   |
| Underworld : Nouvelle Ère                     | Måns Mårlind et Björn Stein                                                       | Kate Beckinsale, Stephen Rea, Michael Ealy, Theo James, India Eisley et Charles Dance | Action, horreur                            | Screen Gems, Lakeshore Entertainment Précédé de Underworld 3 : Le Soulèvement des Lycans (2009) | 20 janvier     |
| V/H/S                                         | Adam Wingard, David Bruckner, Ti West, Glenn McQuaid, Joe Swanberg, Radio Silence | Série de courts métrages de found-footage. | Anthologie, horreur                        | Magnolia Pictures, Magnet Releasing | 5 octobre      |
| Virginia                                      | Dustin Lance Black                                                                | Jennifer Connelly, Ed Harris, Emma Roberts, Harrison Gilbertson, Amy Madigan, Carrie Preston et Toby Jones | Comédie dramatique                         | Entertainment One | 18 mai         |
| The Vow                                       | Michael Sucsy                                                                     | Channing Tatum, Rachel McAdams, Sam Neill, Scott Speedman et Jessica Lange | Drame romantique                           | Spyglass Entertainment, Screen Gems | 10 février     |
| Wanderlust                                    | David Wain                                                                        | Paul Rudd, Jennifer Aniston, Justin Theroux, Malin Åkerman, Kathryn Hahn, Lauren Ambrose et Alan Alda | Comédie                                    | Universal Pictures, Relativity Media, Apatow Productions, Alliance Films | 24 février     |
| The Watch                                     | Akiva Schaffer                                                                    | Ben Stiller, Vince Vaughn, Jonah Hill, Richard Ayoade, Rosemarie DeWitt, Nicholas Braun, Will Forte, Erin Moriarty, Billy Crudup, Doug Jones | Science-fiction humoristique               | 20th Century Fox | 27 juillet     |
| Ce qui vous attend si vous attendez un enfant | Kirk Jones                                                                        | Cameron Diaz, Jennifer Lopez, Elizabeth Banks, Chace Crawford, Brooklyn Decker, Anna Kendrick, Matthew Morrison, Dennis Quaid, Chris Rock, Rodrigo Santoro | Comédie romantique                         | Lionsgate, Alcon Entertainment D'après le livre homonyme de Heidi Murkoff et Sharon Mazel | 18 mai         |
| De leurs propres ailes                        | Daniel Barnz                                                                      | Maggie Gyllenhaal, Viola Davis, Oscar Isaac, Rosie Perez, Ving Rhames, Marianne Jean-Baptiste et Holly Hunter | Drame                                      | 20th Century Fox, Walden Media | 28 septembre   |
| The Words                                     | Brian Klugman, Lee Sternthal                                                      | Bradley Cooper, Jeremy Irons, Dennis Quaid, Olivia Wilde et Zoe Saldana, Ben Barnes, Nora Arnezeder | Drame                                      | CBS Films | 7 septembre    |
| Wrath of the Titans                           | Jonathan Liebesman                                                                | Sam Worthington, Rosamund Pike, Bill Nighy, Édgar Ramírez, Toby Kebbell, Danny Huston, avec Ralph Fiennes et Liam Neeson | Action, aventure, fantasy                  | Warner Bros. Pictures, Legendary Pictures Précédé de Clash of the Titans (2010) | 30 mars        |
| Les Mondes de Ralph                           | Rich Moore                                                                        | John C. Reilly, Sarah Silverman, Jack McBrayer, Jane Lynch, Alan Tudyk, Mindy Kaling, Joe Lo Truglio, Ed O'Neill, Dennis Haysbert, Adam Carolla, Horatio Sanz (en) et Rich Moore | Film d'animation, Comédie, film familial   | Walt Disney Pictures, Walt Disney Animation Studios | 2 novembre     |
| Zero Dark Thirty                              | Kathryn Bigelow                                                                   | Jessica Chastain, Jason Clarke, Joel Edgerton, Mark Strong, Chris Pratt, Kyle Chandler, Taylor Kinney, Mark Duplass, Frank Grillo, Stephen Dillane, Édgar Ramírez, Harold Perrineau, Reda Kateb, Jennifer Ehle, James Gandolfini, Scott Adkins, Mark Valley, Ricky Sekhon, John Barrowman | Action thriller                            | Columbia Pictures | 21 décembre    |

## Source de la traduction
- (en) Cet article est partiellement ou en totalité issu de l’article de Wikipédia en anglais intitulé « List of American films of 2012 » (voir la liste des auteurs).